# 海豚鷗
海豚鷗（學名Leucophaeus scoresbii）是智利及阿根廷南部和福克蘭群島特有的一種鷗。它們棲息在岩石、沙質及泥質海岸，經常在海鳥群中出沒。它們呈灰色，雙翼則較為深色。它們會於12月生蛋，每次生2-3隻蛋。它們吃多樣食物，由蚌至屍體不等。

## 外部連結
- falklands.net Dolphin Gull Information （页面存档备份，存于）